# グリーンタートル
グリーンタートル (Green Turtle) は第二次世界大戦期のいわゆるアメリカンコミックのゴールデンエイジに作られたキャラクター。最初に登場したアジア系スーパーヒーローだという伝説がある。中国系アメリカ人の漫画家チュウ・F・ヒンによって作られ、ルーラルホーム・パブリケーションズの『ブレイジング・コミックス』（1944年）第1号から5号にわたって登場した。2010年代に中国系作家によってリブートされた。

## オリジナル版（1944年）
オリジナル版のグリーンタートルは当時よく見られた枢軸国と戦うヒーローであり、中国で抗日ゲリラを助けて活躍した。特殊なパワーは持たないが優れた戦士で、タートルプレーンというハイテク飛行機を持っていた。半裸にプロレスラー風のショートタイツを履き、大きなカメのエンブレムが描かれたマントを身に着け、緑のマスクつきフードを被っていた。コマによっては巨大な黒いカメの影を背負っているように描かれる。影は謎めいた笑みを浮かべているが、登場人物たちがその存在に気づく様子はない。当時のコミックではこのようなイメージ表現は珍しかった。グリーンタートルにはビルマボーイというサイドキックがいた。日本軍に処刑されそうになっていたところをグリーンタートルに助けられた少年だった。ウン・トゥーという名の従者もいた。

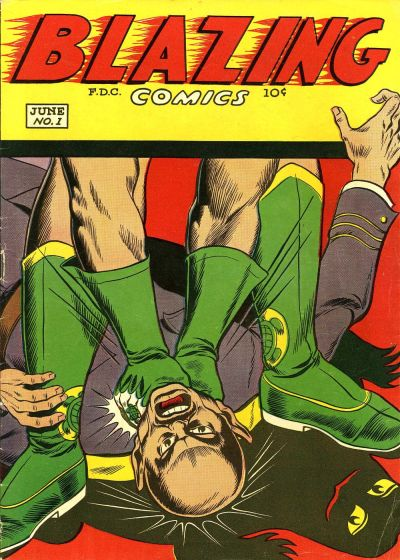
初登場号（Blazing Comics #1, 1944）の表紙でもグリーンタートルの顔は描かれていない。地面に落ちた影にはカメの顔が浮かんでいる。

ストーリー中で何度も焦点になったにもかかわらず、グリーンタートルの本名や素性は明かされなかった。マスクの下の素顔も描かれずに終わった。それどころか、ハーフマスクから半分露出した顔が正面から描かれることさえまれだった。奇妙なことに、すべてのコマが背面からのショットだったり、敵を殴りつける腕などで顔が隠されていたのである。例外的に表紙では顔が描かれることもあったが、それは作者チュウ・F・ヒンの手によるものではなかった。
チュウの意図は記録に残っていないが、コミックファンの間では人種を隠すためだという説が広まっている。最初期の中国系アメリカ人漫画家だったチュウは、風説によると中国人の主人公を構想していた。しかし時代は黄禍論の最中であり、コミック界に非白人のヒーローは皆無だった。版元はグリーンタートルを白人として描写するよう強要し、そこでチュウが取った反抗の手段が顔を描かないことだったのだという。印刷されたグリーンタートルの肌は当時の白人キャラクターと同じくピンク色だが、それは出版社の意向だったとされている。

## リブート版（2014年）
グリーンタートルはほんの数号のコミックに登場しただけで姿を消し、70年近くにわたって忘れられたままだった。しかし21世紀になって漫画家ジーン・ルエン・ヤンがパブリックドメインとなっていたグリーンタートルを蘇らせようと考えた。中国系アメリカ人のアイデンティティを扱った作品で知られるヤンは、スーパーヒーローというアメリカ的な概念の創成期にすでにアジア系キャラクターが存在していた可能性を知って興奮したと述べている。始祖であるスーパーマンをはじめとして、スーパーヒーロー物語が二つの世界の間に生きる移民の物語でもあるというのはヤンの持論だった。
ヤンの原作、シンガポールの漫画家ソニー・リュウの作画による『ザ・シャドウ・ヒーロー』は2014年にファーストセコンド・ブックスから全6号のコミックブック形式で発行された。同年のうちに刊行された単行本にはオリジナル版も収録された。このバージョンのグリーンタートルは中国系であることが明確にされている。主人公ハンク・チュウは第二次大戦前の西海岸にあるチャイナタウンで両親と暮らす二世の若者である。野心のないチュウに苛立った母親は、息子に犯罪と戦うヒーローになるように言う。オリジナル版で説明されなかったカメの影には後付け設定が与えられ、主人公の守護神である玄武だとされた。ピンク色に光る肌や半裸の風体にも説明がつけられた。
2017年、中華レストランチェーンのパンダエクスプレスはアジア・太平洋系米国人の文化遺産継承月間のキャンペーンでヤンとリュウによる新作コミックブック『シャドウ・ヒーロー・コミックス #1』を配布した。前作よりも子供向けの内容で、ヒーロー活動のパートナーとしてミス・スターダストというキャラクターが登場した。金髪の白人女性のように見えるが、実は故郷の星を逃げてきた宇宙人であり、グリーンタートルと似た立場だという設定である。2018年、シャドウヒーローは中国で湖南美術出版社から出版された。